# هری هوسیر
هری هوسیر (انگلیسی: Harry Hosier، حوالی ۱۷۵۰ – مه ۱۸۰۶) که با نام هری سیاه هم شناخته می‌شد، واعظ کلیسای متدیست در ایالات متحده بود که سیاه‌پوست بود.